# چهل روز موسی داغ
چهل روز موسی داغ (آلمانی: Die vierzig Tage des Musa Dagh) یک رمان نوشته فرانتس ورفل نویسنده اتریشی-بوهِمی است که در سال ۱۹۳۳ به چاپ رسیده است. این اثر بر مبنای رویدادهای واقعی که در سال ۱۹۱۵ در دومین سال جنگ جهانی اول و آغاز نسل‌کشی ارمنی‌ها به وقوع پیوسته است نگاشته است. این رمان بر مقاومت جامعه کوچک ارمنی که در نزدیکی کوهستان موسی داغ در استان ختای زندگی می‌کردند مترکز شده است.
این کتاب توسط محمد قاضی به فارسی ترجمه شده است.